# Ramal C20 del Ferrocarril Belgrano
El Ramal C20 pertenecía al Ferrocarril General Belgrano, Argentina.

## Ubicación
Se hallaba en la provincia de Santiago del Estero, dentro del Departamento General Taboada.

## Características
Era un pequeño ramal industrial de la red de trocha angosta del Ferrocarril General Belgrano, cuya extensión era de 10,7 km entre los parajes de Miel de Palo y Los Linares. Partía hacia el norte, desde el km 504.7 del Ramal C2. A 2013 se encuentra levantado y sin operaciones.